# ホップ!ステップ!シャンプー!
ホップ!ステップ!シャンプー!とは、朝日放送で、2002年4月6日から2012年3月31日まで毎週土曜日の11:20 - 11:45（JST）に放送されていたバラエティ番組。吉本興業所属の漫才師シャンプーハットの冠番組。略してホプシャンと呼ばれている。

## 内容
シャンプーハット（小出水（現・こいで）・てつじ）の二人が、関西圏の町や地域（初期の頃は商店街を回っていた。訪れる地域はほとんど“下町”と呼ばれる場所である）を探索し、現地の人と交流を深める中、あらかじめ定められた人がクイズを突然出題してくる。
シャンプーハットの二人には、誰がクイズを出題するかは、事前に知らされていない。クイズの内容はその地域や出題者に関係しているものとなっている。1回につき2・3個のクイズが出題され、最終的にどちらが正解が多いかを競う。時にボケとも本気とも取れる解答が飛び出す。勝者には賞品が授与されるが、もらっても困る、というものであることもしばしばである。
クイズの出題者はその地域の人々で、いわゆる素人なので、シャンプーハットに話しかけるときにわざとらしさが拭いきれずに「この人はクイズ出すな…」と判別できることが多いが、まれにごく自然に二人を誘い込みクイズを出題する稀有な人物もいる。クイズの出題者は往々にして濃いキャラクターであることが多い。そのパワフルさにシャンプーハットの二人が圧倒されていることもよくある。
訪問した町が、シャンプーハットにゆかりがある場所の時は、思い出話などが飛び出すこともある。
なお、番組中に2回程度、（CMとは別に）新作映画やお薦めの商品・サービス・スポット情報を紹介するコーナー挿入。本編とは別の収録ながら、情報番組としての側面があった。このコーナーには、関西で活動する若手の女性タレント（前川美奈など）が、レポーターとして出演していた。
しかしABCテレビでは、2012年4月改編で、『見知らぬ関西新発見!みしらん』（赤井英和が司会を務める情報番組）を10:00 - 11:40で放送。当番組は同年3月31日の放送で終了した。ただし、シャンプーハットは引き続き『みしらん』にも出演する。
ちなみに小出水は、かつて『よしもとオンライン大阪 よしもと○○同好会』（MBSラジオ）に出演した際に、当番組について「スポンサーと制作会社が固定されているので、おそらく自分たちが辞めたいと言うまで続く」と語っている。その発言を裏付けるかのように、当番組は10年にわたって放送。番組終了の時点では、シャンプーハットのレギュラー番組で最も放送期間が長かった。

## スタッフ

### 番組終了時点
- ナレーター：堀友理子（ABCアナウンサー）
- 撮影：岡田秀徳（CAMIX）
- VE：藤原尉智
- 照明：中村武志
- 編集：柴田展子（イングス）
- 音効：武田寛（東通AVセンター）
- スタイリスト：大西千春（CBQ）
- ディレクター：阿部淳（JAWS）
- プロデューサー：板井昭浩（ABC）、石田ひろき（JAWS）
- 制作：ABC、JAWS

### 過去
- ナレーター：谷藤リョーコ
- プロデューサー：岡田充・高谷充重（ABC）
- 音効：三木直彦（戯音工房）

## ネット局

### 番組終了時点
- 朝日放送（制作局）

### 過去
- 瀬戸内海放送 - 2006年4月 - 9月
- 愛媛朝日テレビ - 2006年4月 - 9月
- メ〜テレ - 2006年4月 - 9月